# Jordan Bridges
Jordan Bridges, född 13 november 1973 i Los Angeles, är en amerikansk skådespelare.
Bridges har bland annat medverkat i TV-serierna Rizzoli & Isles och Palm Royale.

## Filmografi (i urval)
- 2010–2016 – Rizzoli & Isles (TV-serie)
- 2024 – Palm Royale (TV-serie)